# Rio Envira
Le rio Envira (ou Embirá, Embira) est une rivière principalement brésilienne, qui baigne les États d'Acre et d'Amazonas. C'est un affluent de la rive droite du rio Tarauacá, qui est lui-même le principal affluent du rio Juruá.

## Étymologie
Le nom de la rivière est une transcription du tupi em'bira, qui désigne les malvales du genre Daphnopsis (en) (famille des Thyméléacées) dont le phelloderme fournit une fibre de bonne qualité. 

## Géographie
La rivière prend sa source dans la serra da Contamana (pt), en territoire péruvien mais très près de la frontière, sur le territoire indigène de Campa do Rio Envira. Elle arrose les municipalités de Feijó dans l'Acre et d'Envira dans l'Amazonas.